# وكالة الأنباء الآشورية الدولية
وكالة الأنباء الأشورية الدولية (بالإنجليزية: Assyrian International News Agency)‏ (بالسريانية: ܥܝܢܐ) وكالة أنباء مستقلة ممولة من القطاع الخاص تقدم الأخبار والتحليلات حول الآشوريين والقضايا المتعلقة بهم. أسسها بيتر بيتباسو وفراس جاتو في عام 1995.

## التاريخ
بدأت الوكالة أعمالها كوكالة استشارية متخصصة في التحليل السياسي والتعليق على الأحداث التي تحدث في الشرق الأوسط. كما كانت تعمل على تقديم خدمات الترجمة المتعلقة باللغات الفارسية والعربية والتركية والكردية والسريانية. ونشرت الوكالة كتاب سنوي لها سنة 1996، تعلن فيه عن أسماء الخبراء والمسؤولين والمتحدثين الرسميين المتاحيين لإجراء المقابلات الصحفيّة والإذاعية والتلفزيونية، ما أدى لتسليط الضوء على المنظار الأشوري للأحداث المختلفة.
في مارس 1997 رأى فراس وبيتر إمكانات الإنترنت لتوسيع الجمهور، لذلك أطلقا موقع aina.org. وصاغ بيتر اسم الوكالة بالآشورية (ܥܝܢܐ) والتي تعني "ألعين".

## الاعتماد الدولي
سُجل الموقع الإلكتروني للوكالة في شيكاغو في ولاية إلينوي، وهو تابع لشركة نينوى للبرمجيات. لذلك استشهد بمقالات AINA من العديد من الوكالات الإعلامية المختلفة، ومنها:
- وول ستريت جورنال،[2]
- إنترناشيونال بيزنس تايمز.[3]
- نيويورك تايمز.[4]
- سي إن إن.[5]
- يو إس إيه توداي.[6]
- فوكس نيوز.[7]
- يونايتد برس إنترناشيونال.